# Заміське
Замі́ське — село в Україні, у Валківській міській громаді Богодухівського району Харківської області. Населення становить 583 осіб. До 2020 орган місцевого самоврядування — Заміська сільська рада.

## Географія
Село Заміське знаходиться на початку балок Пересвітня і Орчик. У селі кілька невеликих загат. Село примикає до сіл Рудий Байрак, Корнієнкове, Перепелицівка і Мала Кадигробівка. Частини села раніше називалися Буряківка, Пасіки, Малий Байрак.

## Історія
Дата першої згадки - 1724 рік
Станом на 1885 рік у колишньому власницькому селі Минківської волості Валківського повіту Харківської губернії мешкало 571 особа, налічувалось 110 дворових господарств, існувала школа.
За переписом 1897 року кількість мешканців зросла до 563 осіб (265 чоловічої статі та 298 — жіночої), з яких всі — православної віри.
Під час організованого радянською владою Голодомору 1932—1933 років померло щонайменше 172 жителі села.
12 червня 2020 року, розпорядженням Кабінету Міністрів України № 725-р «Про визначення адміністративних центрів та затвердження територій територіальних громад Харківської області», увійшло до складу Валківської міської громади.
19 липня 2020 року, в результаті адміністративно-територіальної реформи та ліквідації Валківського району, село увійшло до складу Богодухівського району.